# Peraya Malisorn
Faye Peraya (thai : ฝ้าย พีรญา มะลิซ้อน) , de son vrai nom Supaporn Malisorn, est une actrice et mannequin thaïlandaise. En 2016, elle a été couronnée Miss Grand Thailand. Elle a occupé le poste de manager du concours Miss Grand Thailand de 2019 à 2023. Elle est reconnue pour ses performances dans plusieurs séries télévisées, telles que Masaya (2017), Phu Bao Indy Yah Yee Inter (2019), Song Naree (2019), Man Bang Jai (2020), Prik Kap Kluer (2021), Montra Fah Fuen (2023), Nai Roy Sai (2024) et BLANK The Series (2024).

## Biographie
Miss Grand Thaïlande en 2016 (où elle gagna un million de dollars en espèces, une maison, une voiture neuve et une bourse d'études pour obtenir une maîtrise à l'université Thonburi de Bangkok, elle participa à Miss Grand International 2016 où elle fut seconde dauphine
En 2017, elle a joué dans la série dramatique Massaya, et en 2020, elle a tenu un rôle de soutien dans le film comique Love U Kohk-E-Kueng. Plus récemment, elle a été vue dans des séries telles que Marn Bang Jai (2020) et The Tale of Skyward Sword (2023).
En 2022, elle a révélé son appartenance à la communauté LGBT.
Pheeraya Malison, après avoir joué dans BLANK The Series: Remplir le vide avec l'amour (2024), a connu un immense succès international.
Sa performance aux côtés de sa co-star Yoko Apasra Lertprasert (โยโกะ อาภัสรา เลิศประเสริฐ) a été largement saluée, et elles ont remporté le HOWE The Best Couple Awards 2024 lors de la cérémonie des HOWE Awards.

## Filmographie
- 2020 : Love U Kohk-E-Kueng (เลิฟยู โคกอีเกิ้ง) : Kaewta
- 2024 : Blank the Series Season 2 (Blank : เติมคำว่ารักลงในช่องว่าง ซีซั่น 2) : Nueng
- 2024 : Blank (Blank : เติมคำว่ารักลงในช่องว่าง) : "Nueng" Sipakorn
- 2024 : Nai Roi Sai (ในรอยทราย) : Phaphaeng
- 2023 : Mantra Fa Fuen (มนตราฟ้าฟื้น) : Soisukhontha
- 2023 : Hak Lai, My Lady (ฮักหลายมายเลดี้) : Khaisaeng
- 2021 : Prik Gub Klur (พริกกับเกลือ) : Patty
- 2021 : Talay Luang (ทะเลลวง) : Sasikarn / "Nune"
- 2020 : Marn Bang Jai (ม่านบังใจ) : Montira
- 2019 : Song Naree (สองนรี) : "Yai" Phawongduean Busbarat
- 2019 : Poo Bao Indy Yayee Inter (ผู้บ่าวอินดี้ ยาหยีอินเตอร์) : Kaewta
- 2019 : Nang Rai (นางร้าย) : Paksuda / "Pat"
- 2018 : Mae Sue Bpak Rai Poo Chai Rot Jat (แม่สื่อปากร้าย ผู้ชายรสจัด) (caméo)
- 2018 : Ruk Kan Man Jaew (รักกันมันแจ๋ว) : NokYoong
- 2017 : Mussaya (มัสยา) : "Phen" Phenchom